# Eumeta rotunda
Eumeta rotunda is een vlinder uit de familie zakjesdragers (Psychidae). De wetenschappelijke naam van deze soort is voor het eerst geldig gepubliceerd in 1965 door Bourgogne.